# Дзебендув
Дзебендув (пол. Dziebędów) — село в Польщі, у гміні Врублев Серадзького повіту Лодзинського воєводства.
Населення — 236 осіб (2011).
У 1975-1998 роках село належало до Серадзького воєводства.

## Демографія
Демографічна структура станом на 31 березня 2011 року:
|          | Загалом | Допрацездатний вік | Працездатний вік | Постпрацездатний вік |
| -------- | ------- | ------------------ | ---------------- | -------------------- |
| Чоловіки | 101     | 21                 | 70               | 10                   |
| Жінки    | 135     | 31                 | 76               | 28                   |
| Разом    | 236     | 52                 | 146              | 38                   |